# Partit Evangèlic Suís
El Partit Evangèlic Suís (alemany Evangelische Volkspartei der Schweiz, francès Parti évangélique suisse, italià Partito evangelico svizzero, romanx Partida evangelica da la Svizra, EVP-PEV) és un partit polític de Suïssa.

## Programa polític
En qüestions de redistribució, educació, ambientalisme, i política d'immigració, la PEV es troba més aviat al centreesquerra. En qüestions de l'eutanàsia, avortament, parelles de fet i la resta de qüestions cristianes, és conservador. La PEV és centrista en temes econòmics. En medi ambient el PEP afirma que està dedicat a protegir el medi ambient amb un sentit de responsabilitat de la Creació. Evangèlic, traducció d'evangelisch, terme suís per a protestant, és oposat a l'Evangelisme dels països anglosaxons.

## Resultats electorals
| Any  | Vots   | %          | Escons  | +/– |
| ---- | ------ | ---------- | ------- | --- |
| 1919 | 6,031  | 0.81 (#8)  | 1 / 189 | Nou |
| 1922 | 6,036  | 0.86 (#9)  | 1 / 198 | =   |
| 1925 | 6,888  | 0.93 (#8)  | 1 / 198 | =   |
| 1928 | 5,618  | 0.70 (#8)  | 1 / 198 | =   |
| 1931 | 8,454  | 0.98 (#8)  | 1 / 187 | =   |
| 1935 | 6,780  | 0.74 (#12) | 1 / 187 | =   |
| 1939 | 5,726  | 0.93 (#11) | 0 / 187 | 1   |
| 1943 | 3,627  | 0.41 (#10) | 1 / 194 | 1   |
| 1947 | 9,072  | 0.94 (#9)  | 1 / 194 | =   |
| 1951 | 9,559  | 0.99 (#9)  | 1 / 196 | =   |
| 1955 | 10,581 | 1.08 (#9)  | 1 / 196 | =   |
| 1959 | 14,038 | 1.43 (#9)  | 2 / 196 | 1   |
| 1963 | 15,690 | 1.63 (#9)  | 2 / 200 | =   |
| 1967 | 15,728 | 1.58 (#8)  | 3 / 200 | 1   |
| 1971 | 42,778 | 2.15 (#10) | 3 / 200 | =   |
| 1975 | 37,959 | 1.97 (#10) | 3 / 200 | =   |
| 1979 | 40,744 | 2.22 (#7)  | 3 / 200 | =   |
| 1983 | 40,837 | 2.08 (#9)  | 3 / 200 | =   |
| 1987 | 37,265 | 1.93 (#11) | 3 / 200 | =   |
| 1991 | 38,681 | 1.89 (#10) | 3 / 200 | =   |
| 1995 | 34,071 | 1.79 (#10) | 2 / 200 | 1   |
| 1999 | 35,679 | 1.83 (#8)  | 3 / 200 | 1   |
| 2003 | 47,838 | 2.28 (#6)  | 3 / 200 | =   |
| 2007 | 56,361 | 2.42 (#6)  | 2 / 200 | 1   |
| 2011 | 48,789 | 2.00 (#8)  | 2 / 200 | =   |
| 2015 | 47,355 | 1.90 (#8)  | 2 / 200 | =   |
| 2019 | 50,317 | 2.08 (#8)  | 3 / 200 | 1   |
| 2023 | 49,828 | 1.95 (#7)  | 2 / 200 | 1   |